# Eburia aegrota
Eburia aegrota es una especie de coleóptero crisomeloideo de la familia Cerambycidae.

## Distribución
Es originaria de México y Nicaragua.